# رود تمبورونگ
رود تمبورونگ (مالایی: Sungai Temburong) یک رودخانه در استان تمبورونگ کشور برونئی است.